# 十字軍頭盔

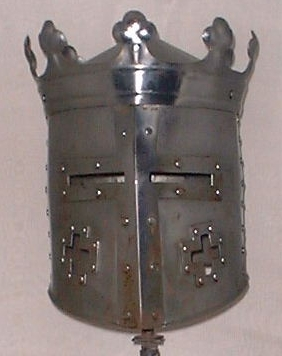
有裝飾的十字軍頭盔

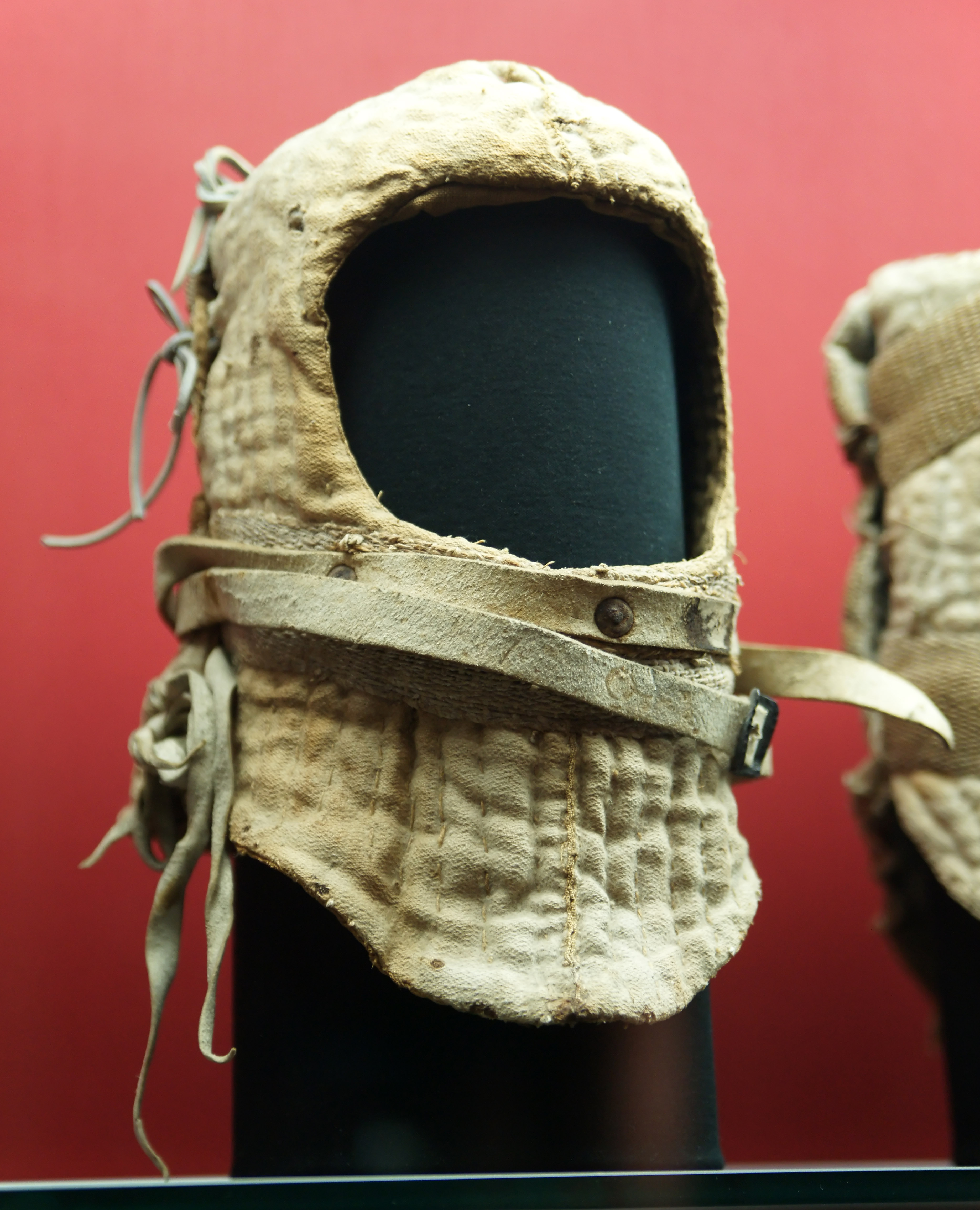
十字軍頭盔有布包裹頭部

十字軍頭盔是頭盔的一種，在英文中也被称为锅盔（pot helm）、桶盔（bucket helm），是中世纪晚期的一种头盔，出现于12世纪末十字军东征时期，一直使用到14世纪。大约在公元1220年至1350年间，大多数欧洲军队的骑士都使用了桶装头盔，并演变成了蛙嘴头盔，主要用于赛马比赛中世紀時出現。廣泛在十字軍重裝部隊中使用。十字軍頭盔通常都有十字架或其他裝飾例如皇冠，羽毛，金屬翅膀等。

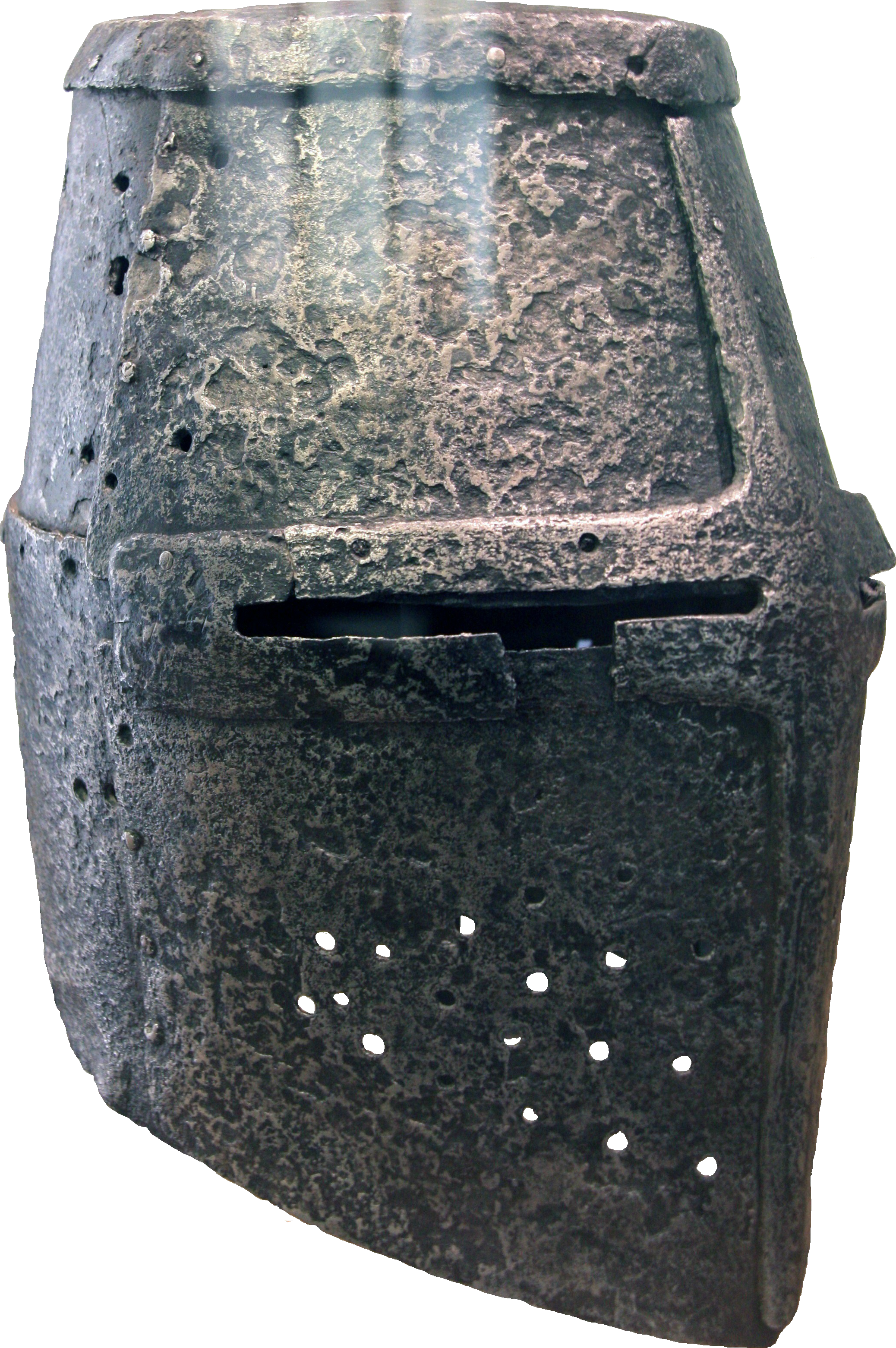
平頂十字軍頭盔

## 历史
最简单的形式是将头盔设计为一个平顶的钢制圆柱体，完全覆盖着头部，只有很小的通风和视觉开口。后来的设计更多地采用了弯曲设计，尤其是在顶部，以偏转或减轻打击的影响。头盔也向下加长，一直覆盖到肩膀处。
十字军头盔由鼻头盔（Nasal helmet）演变而来，鼻头盔在1180年前后是一种平顶的方形变体头盔。在12世纪末，这种类型的头盔发展出了一种中间类型，称为“封闭头盔”或“原始十字军头盔”。在这个头盔中，鼻腔的部分扩大成了一个完整的面罩，用于视觉和呼吸。到公元1240年，这种头盔在很大程度上被真正的十字军头盔所取代。
后来的一种具有更圆锥形顶部的变体被称为“糖面包头盔”。在西班牙语中，它们被称为yelmo de Zaragoza，指的是它们首次被引入伊比利亚半岛的萨拉戈萨。
尽管十字军头盔提供了比以前的头盔（如鼻头盔和翼展头盔（spangenhelm））优越得多的保护，但它限制了佩戴者的周边视力，而且除了笨重之外，制式的头盔（平顶无通风孔）几乎没有通风，在炎热的天气下可能会迅速过热。很多时候，为了在近战中获得更大的视野和行动自由，武装人员通常会摘下头盔。大约在1400年左右，当中头盔出现后，像这样可以移动的咽喉和颈部防御系统就已经过时了。
最终十字军头盔在15世纪被废弃。

## 装饰
十字军头盔经常被熏黑、上漆或喷漆，并经常带有以下装饰：
通风装饰（十字架和符号）
遮阳板（水平和垂直“十字”）装饰
冠毛，如王冠、羽毛、维修帽、翅膀、狮子等。

## 角色扮演
尽管十字军头盔早已废弃，但如今它在真人角色扮演中尤其流行，并在关于13世纪和14世纪的中世纪电影中使用。它价格低廉，即使是最基本的设备（金属剪刀、钻头、最基本的铁砧、铆钉和锤子）也很容易制造，并且可以很好地保护头部免受尖锐和钝性武器的伤害。它最大的缺点是方形边缘在钝器创伤下很容易起皱，通风不畅。这会使它在温暖的天气下会使佩戴者非常热。然而，一些佩戴和悬挂头盔的技巧可以极大地改善佩戴者的体验。
现代重制的十字军头盔重1.5至3公斤。它们有时甚至比中世纪原版用更厚的钢制成，但通常不会过于笨重或使佩戴者感到不适。尽管面罩狭缝通常只有20-30毫米宽，但它们并不会极大地限制视野，因为它们离佩戴者的眼睛很近，可以减少视差。